# Sojuz TMA-19
Sojuz TMA-19 je ruská kosmická loď řady Sojuz. Dne 15. června 2010 ve 21:35 UTC úspěšně odstartovala k Mezinárodní vesmírné stanici (ISS), kam dopraví tři členy Expedice 24 – Fjodora Jurčichina, Shannon Walkerovou a Douglase Wheelocka. Poté zůstala u ISS jako záchranná loď až do listopadu 2010, kdy se s ní stejná trojice kosmonautů vrátila na Zem.

## Posádka
- Fjodor Jurčichin (3), velitel, RKK Eněrgija
- Shannon Walkerová (1), palubní inženýr 1, NASA
- Douglas Wheelock (2), palubní inženýr 2, NASA

V závorkách je uveden dosavadní počet letů do vesmíru včetně této mise.

### Záložní posádka
- Dmitrij Kondratěv,[2] velitel, CPK
- Catherine Colemanová,[2] palubní inženýr 1, NASA
- Paolo Nespoli,[2] palubní inženýr 2, ESA

## Průběh letu
Sojuz TMA-19 odstartoval z kosmodromu Bajkonur 15. června 2010 v 21:35 UTC.

Ke spojení s Mezinárodní vesmírnou stanicí (ISS) došlo po standardním dvoudenním letu 17. června v 22:21 UTC k modulu Zvezda.
28. června 2010 v 19:13 UTC byl Sojuz TMA-19 „přeparkován“ z modulu Zvezda k modulu Rassvet (MIM-1) (19:37 UTC).
Dne 26. listopadu ve 4:46 GMT loď úspěšně přistála na Zemi.